# 陳紀 (成化進士)
陳紀（1447年—1500年），字叔振，福建福州府閩縣人，民籍。明朝政治人物。進士出身。

## 生平
成化元年，福建乙酉乡试中舉。成化五年，登己丑科會試中進士，改庶吉士。成化七年冬，授監察御史，二十年七月提督北直學校，士子服其公明。丁憂服闋，弘治三年（1490年）五月复除原职，十一月以都御史屠滽举荐，擢陕西按察使。弘治七年六月升右僉都御史，巡撫宣府，不久召还理院事，升右副都御史，十一年以疾告归，弘治十三年卒，赐葬祭如例。

## 家族
曾祖父陳子靜。祖父陳文志。父亲陳鏗。